# Johan Julius Salberg
Johan Julius Salberg, född 11 april 1680 i Stockholm, död 23 mars 1753, var en svensk farmaceut.

## Biografi
Johan Julius Salberg var son till kamreraren vid Kungliga klädkammaren Johan Salberg och Sofia Magdalena Jung. Han åtnjöt grundlig undervisning i språk och vetenskaper, i ritning samt i naturkunnighet, särskilt kemi. En tid var han Urban Hjärnes lärjunge; han studerade även berg- och saltverk. Efter studier i Danmark, Hamburg m. fl. städer förestod Salberg från 1704 i två år ett kemiskt laboratorium i Dresden, blev därefter provisor på ett laboratorium i Berlin och återvände, efter att ha avböjt flera fördelaktiga anbud i utlandet, 1709 till Sverige, där han följande år med utmärkt berömmelse avlade apotekarexamen. 1719 inköpte Salberg Apoteket Morianen i Stockholm. Salberg var även amiralitetsapotekare.
Med rykte som den förnämste farmaceuten i Sverige, kallades han till ledamot av Vetenskapsakademien vid dennas grundande 1739.
Det stora anseende Salberg åtnjöt, framgår bland annat av att, när några "empirici" ordinerade hemliga medel åt konung Fredrik I, lät denne tillkalla Salberg för att i läkarnas närvaro kemiskt undersöka ifrågavarande "arcana", som Salberg "till konungens fullkomliga nöje" verkställde.
Salberg författade flera avhandlingar i Vetenskapsakademiens publikationer; de handlar mest om praktiska uppfinningar och förbättringar. Det var även efter hans anvisning och efter analyser av honom, som Sabbatsbergs hälsobrunn 1734 upptogs till begagnande. Carl Fredrik Ribe höll åminnelsetal över Salberg i Vetenskapsakademien 1759.